# The Greenhornes
The Greenhornes je americká garagerocková skupina, založená v roce 1996 ve městě Cincinnati v americkém státě Ohio. Původní sestavu tvořili zpěvák a kytarista Craig Fox, kytarista Brian Olive, baskytarista Jack Lawrence, klávesista Jared McKinney a bubeník Patrick Keeler. Olive ze skupiny odešel v roce 2000 a nahradil jej Eric Stein. O rok později odešel i McKinney a v následujícím roce i Stein. Od té doby skupiny hraje v triu v sestavě Fox, Lawrence a Keeler. Své první studiové album skupiny vydala v roce 1999 a neslo název Gun for You; následovala tři další alba a v roce 2012 jedno společné EP se zpěvákem Erikem Burdonem.

## Diskografie
- Gun for You (1999)
- Greenhornes (2001)
- Dual Mono (2002)
- **** (2010)